# Java字节码
Java 字节码（英語：Java bytecode）是Java虚拟机执行的一种指令格式。大多数操作码都是一个字节长，而有些操作需要参数，导致了有一些多字节的操作码。而且并不是所有可能的256个操作码都被使用；其中有51个操作码被保留做将来使用。除此之外，原始Java平台开发商，昇陽微系统，额外保留了3个代码永久不使用。

## 与Java的关系
一个Java程序员并不需要理解所有的Java字节码。但是，就像IBM developerWorks周刊建议的那样：“理解字节码以及理解Java编译器如何生成Java字节码与学习汇编知识对于C/C++程序员有一样的意义。”

## 指令
指令码为一个字节，有256个可能的代码值（28=256），因此一个字节的指令码最多可能有256种不同的操作。其中，0x00、0xFE、0xCA、0xFF被指定保留。例如0xCA作为一个Java调试器的中断指令而从未被语言使用。相似地，0xFE和0xFF也未被语言使用。
指令可以基本分为以下几类：
- 存储指令 （例如：aload_0，istore）
- 算术与逻辑指令 （例如: ladd，fcmpl）
- 类型转换指令 （例如：i2b，d2i）
- 对象创建与操作指令 （例如：new，putfield）
- 堆栈操作指令 （例如：swap，dup2）
- 控制转移指令 （例如：ifeq，goto）
- 方法调用与返回指令 （例如：invokespecial，areturn)

除此之外，还有一些更特殊的指令，作为异常抛出或同步等作用。
大多数的指令有前缀和（或）后缀来表明其操作数的类型。如下表
| 前/后缀 | 操作数类型   |
| ------- | ------------ |
| i       | 整数         |
| l       | 长整数       |
| s       | 短整数       |
| b       | 字节         |
| c       | 字符         |
| f       | 单精度浮点数 |
| d       | 双精度浮点数 |
| z       | 布尔值       |
| a       | 引用         |

例如，"iadd"指令将两个整数相加；而"dadd"指令将两个double浮点数相加。
"const"、 "load"、 "store"等涉及存储命令还会使用"_n"后缀，其中 "load"和"store"命令中的n可以为0到3之间的整数；而"const"命令中的n由类型指定。"const"指令把一个指定类型的值放入堆栈。例如"iconst_5"指令将一个整数5放入堆栈；而"dconst_1"将一个双精度浮点数1放入堆栈。"aconst_null"指令是放入一个null进堆栈。而对于"load" "store"指令中的n，指定了变量表中的存储位置。"aload_0"指令把在变量0中的对象（通常是"this"对象）放入堆栈，"istore_1"指令把栈顶的一个整数放入变量1。对于更高的变量，后缀将被去除，而这条指令将需要操作数。

## 计算模型
Java字节码的计算模型是面向堆栈结构计算机的。例如，一个x86处理器的汇编代码如下
```
mov
 
eax
,
 
byte
 
[
ebp-4
]

mov
 
edx
,
 
byte
 
[
ebp-8
]

add
 
eax
,
 
edx

mov
 
ecx
,
 
eax

```

这段代码将两个数值相加，并存入另一个地址。相似的反汇编字节码如下
```
0
 
iload_1

1
 
iload_2

2
 
iadd

3
 
istore_3

```

在这里，需要相加的两个操作数被放入堆栈，而相加操作就在栈中进行，其结果也被放入堆栈。存储指令之后把栈顶的数据放入一个变量地址。在每条指令前面的数字仅仅是表示这条指令到方法开始处的偏移值。这种堆栈结构也可以推广到面向对象模型上。例如，有一个"getName"方法如下
```
 
Method
 
java
.
lang
.
String
 
getName
()

 
0
 
aload_0
       
// "this"对象被存入变量0

 
1
 
getfield
 
#
5
 
<
Field
 
java
.
lang
.
String
 
name
>

                 
// 这个指令从栈顶取出一个对象，并从中搜索一个指定的域

                 
// 并将相应的数据存入栈顶。

                 
// 这个例子中，"name"域对应于该类中的第五个常量。

 

 
4
 
areturn
  	 
// 返回栈顶的对象作为函数的返回值

```

## 例子
考虑如下Java代码
```
  
outer
:

  
for
 
(
int
 
i
 
=
 
2
;
 
i
 
<
 
1000
;
 
i
++
)
 
{

      
for
 
(
int
 
j
 
=
 
2
;
 
j
 
<
 
i
;
 
j
++
)
 
{

          
if
 
(
i
 
%
 
j
 
==
 
0
)

              
continue
 
outer
;

      
}

      
System
.
out
.
println
 
(
i
);

  
}

```

假设上述代码位于一个函数中，Java编译器可能将代码翻译成下述的Java字节码。
```
  
0:
   
iconst_2

  
1:
   
istore_1

  
2:
   
iload_1

  
3:
   
sipush
  
1000

  
6:
   
if_icmpge
       
44

  
9:
   
iconst_2

  
10:
  
istore_2

  
11:
  
iload_2

  
12:
  
iload_1

  
13:
  
if_icmpge
       
31

  
16:
  
iload_1

  
17:
  
iload_2

  
18:
  
irem

  
19:
  
ifne
    
25

  
22:
  
goto
    
38

  
25:
  
iinc
    
2
,
 
1

  
28:
  
goto
    
11

  
31:
  
getstatic
       
#84
; //Field java/lang/System.out:Ljava/io/PrintStream;

  
34:
  
iload_1

  
35:
  
invokevirtual
   
#85
; //Method java/io/PrintStream.println:(I)V

  
38:
  
iinc
    
1
,
 
1

  
41:
  
goto
    
2

  
44:
  
return

```

## 基于Java字节码的语言
最常用的基于Java字节码的语言就是开发出Java字节码的Java语言。刚开始，只存在一个由昇陽微系统开发的一个编译器javac。而现在Java字节码规范已经可以得到，因此，第三方公司亦开发出支持Java字节码的编译器。例如：
- Jikes，编译Java源代码到Java字节码（由IBM开发，用C++实现）
- Espresso，编译Java源代码到Java字节码（仅支持Java 1.0）
- GCJ，GNU Compiler for Java，编译Java代码到Java字节码；亦可以编译到机器代码。作为GNU Compiler Collection (GCC)的一部分提供。

有一些项目提供Java汇编器以便于直接用Java字节码进行开发。主要的Java汇编器如下：
- Jasmin，读取Java类的文字描述；用一种简单的使用Java虚拟机指令的类汇编语法，输出Java类文件 [3]
- Jamaica， 一种为Java虚拟机编写的宏汇编语言。其中，类与接口由Java语法定义，而其中的方法却由Java字节码定义。[4]

还有其他的一些编译器，对于其他语言生成Java字节码，使其可以运行在Java虚拟机之上。
- Adobe ColdFusion
- JRuby和Jython， 两种基于Ruby和Python的脚本语言
- Groovy, 一种基于Java的脚本语言
- Scala,一种类型安全的通用编程语言，支持面向对象编程和函数式编程
- JGNAT和AppleMagic,编译Ada语言到Java字节码
- Clojure, 一种函数式的通用编程语言，提供优秀的并发性。是一种LISP方言
- MIDletPascal
- JavaFX Script 由昇陽微系统公司开发的一种脚本语言，运行于Java虚拟机之上

## 运行
当前已经有很多种Java虚拟机产品，包括了自由软件和商业软件。如果在Java虚拟机之中执行Java字节码并不理想，则可以使用一些工具例如GNU Compiler for Java将Java代码或Java字节码编译成机器码并由硬件直接运行。
而有一些处理器可以直接运行Java字节码，这种处理器名为Java处理器。

## 对动态语言的支持
Java虚拟机对动态类型语言提供了一定的支持。但绝大多数的Java虚拟机指令集是基于静态类型语言的。在静态类型机制下，方法调用中的类型分析都是在编译时执行的，而且缺乏一种机制在运行时确定一个类型已经确定相应的方法。
JSR292中，在Java虚拟机层次增加了一种支持动态类型的指令invokedynamic，以支持在动态类型检测中的方法调用。 达芬奇机器则是一种支持这种动态类型调用的虚拟机。 而所有支持JSE 7的Java虚拟机都应支持invokedynamic操作码。